# 4Mobility
4Mobility S.A. – jeden z największych operatorów usługi car-sharing w Polsce, działający obecnie na terenie Warszawy, Poznania, Gdańska, Gdyni, Sopotu, Wrocławia oraz Krakowa. 4Mobility uruchomiło usługi w Warszawie we wrześniu 2016 roku, stając się jednocześnie pierwszą usługą car-sharingu udostępniającą samochody w Polsce. W 2021 roku 4Mobility posiada w swojej flocie ponad 400 samochodów.

## Historia
Pomysłodawcą i założycielem firmy jest Paweł Błaszczak, będący do dzisiaj Prezesem spółki 4Mobility S.A. - operatora usługi 4Mobility.     
Usługa wystartowała we wrześniu 2016 roku w Warszawie, udostępniając do wynajmu samochody marki BMW oraz Mini. Początkowo 4Mobility było udostępnione jako usługa stacjonarna, czyli samochody stały w wyznaczonych punktach, skąd mogły być wypożyczane i gdzie klient zobowiązany był je zwrócić. Pierwsza stacja tego typu powstała przed polską siedzibą T-Mobile na warszawskim Mokotowie. 
Pierwotnie aplikacja 4Mobility bazowała na licencji niemieckiego producenta systemów do car-sharingu - firmy INVERS, natomiast od 2017 usługa 4Mobility działa w oparciu o nowy system zbudowany we współpracy z polską firmą technologiczną - ITMagination, dzięki czemu usługa została udostępniona w trybie niestacjonarnym - free-floating, w którym samochody 4Mobility mogą być pobierane z dowolnego parkingu publicznego w strefie działania usługi i pozostawiane również na dowolnym, dostępnym miejscu parkingowym w ramach strefy działania usługi. 
Od 2017 4Mobility S.A. jest spółką publiczną notowaną na Giełdzie Papierów Wartościowych w Warszawie, na rynku New Connect.   
W kwietniu 2019 roku, 51% udziałów w 4Mobility S.A. przejął największy polski operator energetyczny - firma PGE, który wcześniej testował usługę car-sharingu opartą wyłącznie na samochodach elektrycznych w Siedlcach. Od czasu współpracy z PGE, 4Mobility uruchomiło swoją usługę w oparciu o wyłącznie elektryczne samochody w Rzeszowie oraz przejęło zarządzany dotychczas przez PGE oddział Siedlce, gdzie również udostępnione są wyłącznie samochody elektryczne.   
We wrześniu 2019 roku, 4Mobility udostępniło pilotażowo w car-sharingu samochody dostawcze w Poznaniu i Warszawie  we współpracy z firmą Volkswagen. Ostatecznie po niespełna roku, zakończono pilotaż dostawczego 4Mobility i w obecnej chwili oferowane w usłudze są wyłącznie samochody osobowe.
W październiku 2020 roku otwarte zostały dwie kolejne strefy w sieci 4Mobility - w Krakowie i we Wrocławiu.  

## Pojazdy
4Mobility posiada ponad 400 samochodów, głównie Audi A3, Audi Q2, Audi Q3, oraz Nissan Leaf z napędem elektrycznym. Samochody wypożycza się za pomocą aplikacji mobilnej.